# Practical Action
A Practical Action (anteriormente conhecida como Intermediate Technology Development Group, ITDG) é uma organização não governamental internacional para o desenvolvimento registada no Reino Unido que trabalha dirtamente em quatro regiões do mundo em desenvolvimento – América Latina, África Oriental, África Austral e Sul da Ásia, com especial concentração no Peru, Bolívia, Quénia, Sudão, Zimbabué, Bangladesh e Nepal.
Nesses países, a Practical Action trabalha com comunidades pobres para desenvolver tecnologias apropriadas em energia renovável, produção de alimentos, agroprocessamento, água, saneamento, desenvolvimento de pequenas empresas, construção e abrigo, adaptação às alterações climáticas e redução do risco de desastres.

## História
Em 1965, o economista e filósofo E.F. Schumacher publicou um artigo no The Observer,  apontando as limitações da ajuda baseada na transferência de tecnologias em larga escala para países em desenvolvimento que não tinham recursos para acomodá-las. Ele argumentou que deveria haver uma mudança de ênfase em direção a tecnologias intermediárias com base nas necessidades e habilidades possuídas pelas pessoas dos países em desenvolvimento.[carece de fontes?]
Schumacher e alguns dos seus associados, incluindo George McRobie, Julia Porter, Alfred Latham-Koenig e o Mansur Hoda, decidiram criar um "centro consultivo" para promover a utilização de técnicas eficientes de trabalho intensivo, e em 1966 nasceu o Intermediate Technology Development Group (ITDG).
Desde as suas origens como um serviço de informação técnica, o ITDG começou a ter um envolvimento direto maior em projetos locais. Após sucessos iniciais na agricultura, desenvolveu grupos de trabalho sobre energia, materiais de construção e saúde rural, e logo cresceu e tornou-se uma organização internacional. O grupo agora tem sete escritórios regionais, trabalhando em mais de 100 projetos ao redor do mundo, com sede no Reino Unido.[carece de fontes?]
Em julho de 2005, o ITDG mudou o seu nome de trabalho para Practical Action e, desde 2008, esse tem sido o seu nome legal. A organização produz uma revista mensal intitulada 'Small World'.[carece de fontes?]